# Gerhard Gödecke
Gerhard Gödecke (* 2. Juli 1925) ist ein ehemaliger deutscher Fußballspieler. 1952/53 spielte er für die Betriebssportgemeinschaft (BSG) Motor Jena in der DDR-Oberliga, der höchsten Spielklasse im DDR-Fußball.

## Sportliche Laufbahn
In der Saison 1951/52 stieg die BSG Motor Jena in die DDR-Oberliga auf. Zu ihrem Kader gehörte auch der 26-jährige Gerhard Gödecke, der bis dahin bei der BSG Chemie Jena in der drittklassigen Landesklasse Thüringen gespielt hatte. Am Aufstieg war Gödecke in der Regel als Rechtsaußenstürmer mit 21 von 22 Ligaspielen und vier Toren beteiligt. In der Oberligasaison 1952/53 kam Gödecke erst im fünften Punktspiel der Jenaer zum Einsatz, im achten Spiel der BSG Motor, dem Heimspiel gegen Die BSG Empor Lauter, erzielte Gödecke beim 4:1-Sieg mit dem 3:1-Zwischenstand sein erstes Oberligator. Bei den 32 Spielen in der Oberliga kam Gödecke insgesamt zu 25 Einsätzen, zu vier Toren und stürmte wie gewohnt auf Rechtsaußen. Motor Jena konnte sich nur eine Saison lang in der Spitzenliga halten und spielte von der Saison 1953/54 an wieder in der zweitklassigen DDR-Liga. Gödecke war zunächst wieder als rechter Stürmer vorgesehen, war aber nur bis zur Hälfte der Hinrunde gesetzt. Am 8. Spieltag erhielt er einen Platzverweis und musste drei Spiele pausieren. In der Rückrunde hatte mit Hermann Schüßler ein neuer Trainer die Mannschaft übernommen, Gödecke fiel aus der Stammelf und kam bis zum Saisonende nur noch dreimal zum Einsatz. 
Anschließend verließ Gödecke zusammen mit seinem ehemaligen Trainer Bernhard Schipphorst Motor Jena, und beide schlossen sich dem DDR-Liga-Aufsteiger Motor Warnemünde an. Gödecke kam erst Mitte der Hinrunde der Spielzeit 1954/55 zum Einsatz, bestritt danach aber konstant auf seine angestammten Position noch 19 der 26 Ligaspiele und kam zum wiederholten Male viermal zum Torerfolg. Motor Warnemünde beendete die Saison auf Platz neun. Damit verpasste die Mannschaft die Qualifikation für die nächste DDR-Liga-Saison, da statt drei Staffeln noch eingleisig gespielt wurde. Es musste künftig in der drittklassigen II. DDR-Liga angetreten werden, für Gerhard Gödecke bedeutete dies das Ende der Karriere im höherklassigen Fußball.